# Ochotona nigritia
La pica negra (Ochotona nigritia) es una especie de mamífero de la familia Ochotonidae.

## Distribución geográfica
Se encuentra en Yunan en la China.